# Heinrich Jordt
Heinrich Jordt (* 15. Dezember 1917 in Nienburg/Weser; † 27. Juli 1987) war ein deutscher Konteradmiral der Volksmarine. Er kommandierte von 1962 bis 1963 sowie von 1964 bis 1979 die 6. Grenzbrigade Küste.

## Leben
Als Sohn eines Gärtners wurde Jordt nach Abschluss der Schule zum Schmied ausgebildet. Er diente zuerst ab 1936 im Reichsarbeitsdienst und anschließend von 1937 bis 1945 als Berufsunteroffizier bei der Kriegsmarine unter anderem auf dem Minensuchboot M 1. Am Ende des Zweiten Weltkrieges hatte er den Rang eines Obermaats inne.
Am 1. August 1945 trat er in die Deutsche Volkspolizei ein und war Streifendienstleiter im VP-Kreisamt Freiberg. 1946 wurde er Mitglied der SED. Nach Absolvieren der Landespolizeischule Dresden war er 1948/49 Leiter der Schutzpolizei des VP-Kreisamtes Freiberg. Von 1949 bis 1950 besuchte er einen Sonderlehrgang in der UdSSR. Ab 1951 übernahm er Lehraufgaben bei der Volkspolizei See. Er bildete Mannschaften an der Seepolizeischule Parow und Offiziere an der Offiziersschule der Seepolizei in Stralsund aus. Am 5. Dezember 1952 wurde in Sassnitz-Dwasieden unter der Bezeichnung Sonderprojekt S 7 eine U-Boot-Lehranstalt (ULA) aufgestellt, deren Leitung er als einziger Kommandeur übernahm. Dieses Projekt wurde nach dem 17. Juni 1953 abgebrochen. Vom 1. Januar 1962 bis 1979 war er Kommandeur der 6. Grenzbrigade Küste. Unterbrochen wurde diese Verwendung durch den Besuch der Militärakademie Friedrich Engels von Dezember 1963 bis Dezember 1964 in Dresden. Am 1. März 1974, dem Jahrestag der Gründung der NVA, wurde Jordt zum Konteradmiral ernannt.
Am 30. November 1979 wurde er in den Ruhestand entlassen.

## Auszeichnungen
- Vaterländischer Verdienstorden in Silber (1977)[1]
- Ehrentitel Verdienter Angehöriger der Grenztruppen der Deutschen Demokratischen Republik[2]
- Kampforden „Für Verdienste um Volk und Vaterland“ in Silber